# Quadriga

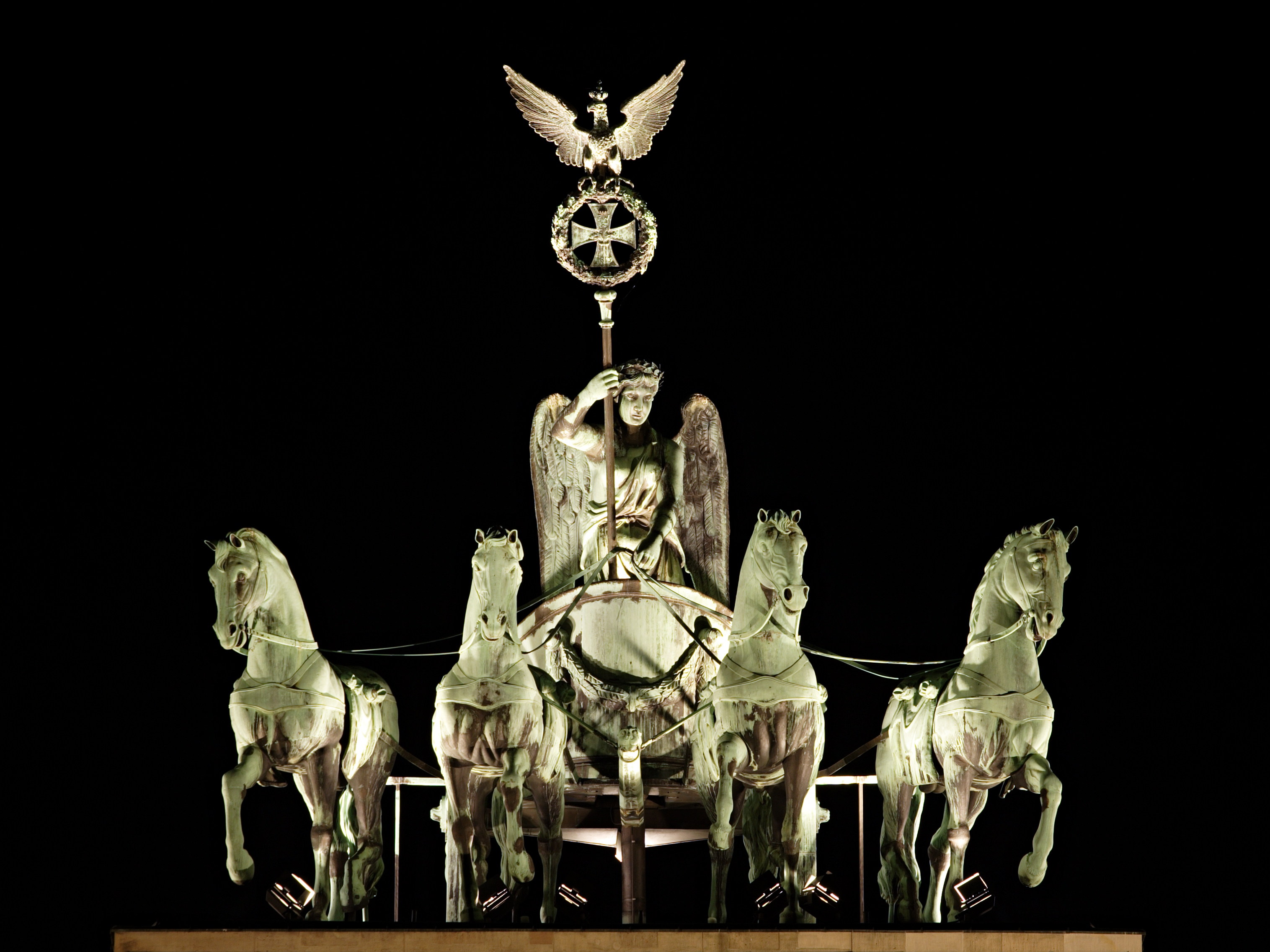
Quadriga von Johann Gottfried Schadow auf dem Brandenburger Tor in Berlin

Eine Quadriga (lateinisch quattuor, ‚vier‘ und iugum ‚Gespann‘), im Deutschen auch Viergespann genannt, ist nach antikem Vorbild ein zweirädriger Streitwagen, der von vier nebeneinander gehenden Zugtieren, meist Pferden, gezogen wird. Im Gegensatz dazu werden bei einem Vierspänner die Pferde in zwei Paaren hintereinander gespannt.

## Anspannung der Quadriga
Das Viergespann der Quadriga hat sich aus dem Zweigespann, der Biga entwickelt. Bei der Biga ziehen zwei Pferde über ein Doppeljoch die Deichsel des Streitwagens.
Um vier Pferde anspannen zu können, brachte man zwei Deichseln jeweils so weit außen am Wagen an, dass zwischen ihnen zwei Pferde Platz hatten. An jeder Deichsel ging ein Pferdepaar, das mit einem Joch seine Deichsel zog. Da zwei Deichseln ziemlich schwer und sperrig sind, ging man nach dem Aufkommen von Zugsträngen dazu über, nur eine Deichsel mit Joch zu verwenden und rechts und links neben die beiden Jochpferde je ein Nebenpferd mit Strängen zu spannen. Die Stangenpferde heißen nach dem Joch »Jugales«, die Nebenpferde werden »Funali« genannt. Die Zugstränge bestanden häufig aus Hanfseilen, wie sie auch noch bei der ländlichen Anspannung verwendet werden.
Das Geschirr bestand aus einem Halsriemen für den Zug (wie ein Kumt) und einem Bauchgurt, der das Joch trägt. Das Joch ist mit einem Ring beweglich an der Deichsel befestigt. Halsriemen und Bauchgurt ist oft noch mit einem Sprungriemen, der vom Bauchgurt zwischen den Vorderbeinen zum Halsriemen verläuft, verbunden. Das Geschirr, insbesondere der Halsriemen der Stangenpferde war breiter und schwerer gearbeitet als das der Nebenpferde. Zum Aufhalten (Bremsen des Wagens durch die Zugtiere) wurden auch Hintergeschirre verwendet.

## Quadriga in der Kunst

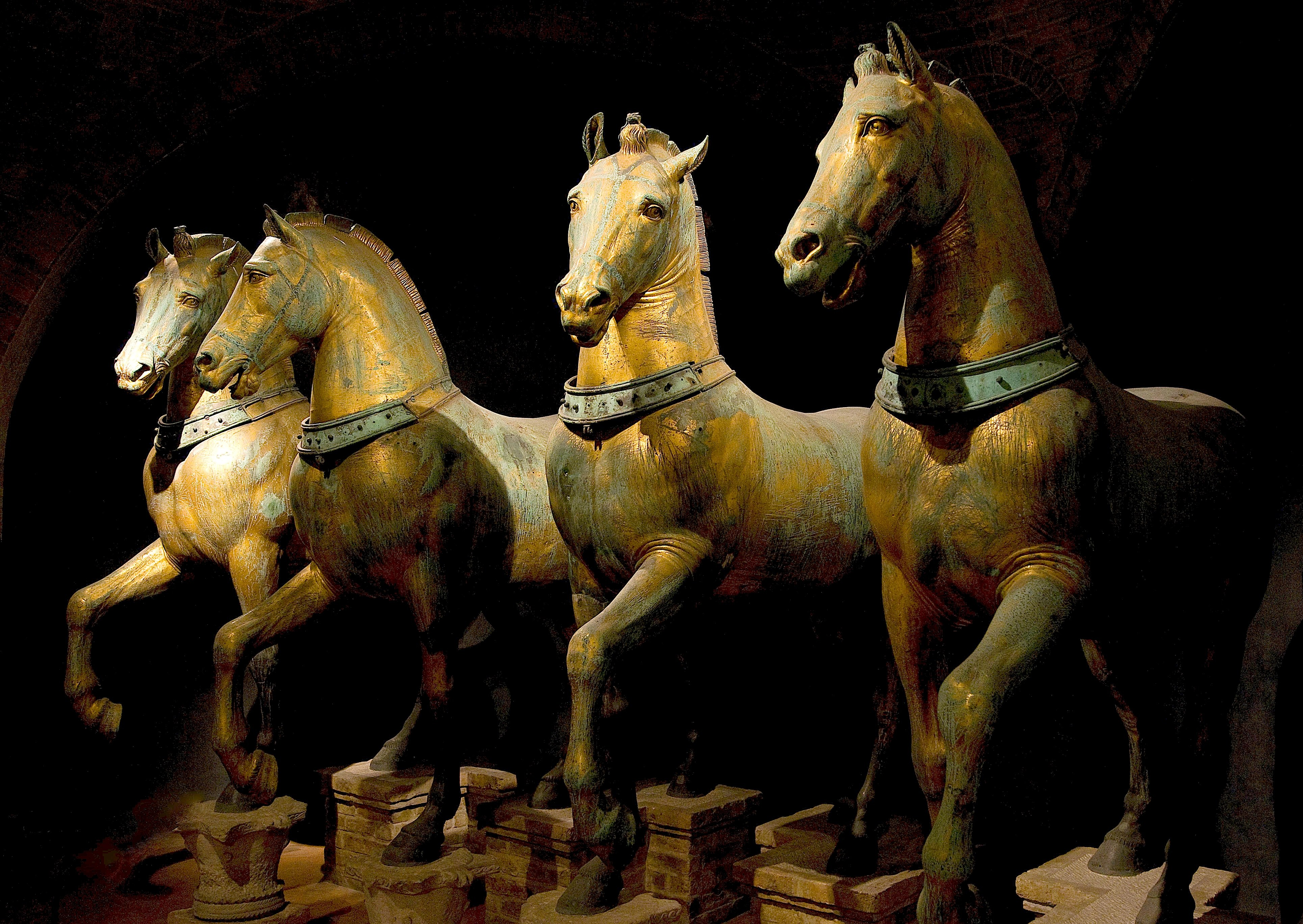
Pferde von San Marco, antike Quadriga aus Konstantinopel, Museum San Marco

Die Quadriga ist ein häufiges Motiv in der Kunst. Eine Quadriga kommt schon im babylonischen „Schöpfungsmythos“ Enûma elîsch (IV. Tafel, Zeilen 50–58) als Kriegswagen des Marduk vor (ca. 600 v. Chr.). Die Quadriga wurde vor allem im alten Rom bei Wagenrennen und in Triumphzügen eingesetzt und häufig in Bildern und Statuen abgebildet.
Als Fahrerin ist in der Kunst oft die Göttin Eirene dargestellt. Man findet aber auch Apollon als Fahrer in der antiken Kunst vor. Der Wagenlenker von Delphi kann hierbei genannt werden, obwohl nur die Zügelenden an einer Hand darauf hinweisen, dass die verschollenen Teile ein solches Viergespann gewesen sind.
Eine authentisch überlieferte Quadriga des Altertums befindet sich im Museum von San Marco und Kopie am Markusdom in Venedig (Pferde von San Marco), eine andere im Museum des Mausoleum Qin Shihuangdis aus der Qin-Dynastie (221–207 v. Chr.; Chinesisches Altertum). Bekannt ist die von Johann Gottfried Schadow geschaffene Statuengruppe der Quadriga auf dem von Carl Gotthard Langhans im frühklassizistischen Stil errichteten Brandenburger Tor in Berlin. An deren  Wiederherstellung nach dem Zweiten Weltkrieg war die Berliner Bildgießerei Hermann Noack im Jahr 1957 beteiligt. Auch die Semperoper in Dresden ziert eine von Johannes Schilling geschaffene Quadriga, die allerdings von Panthern gezogen wird. Ebenso ziert das Vestibül der „Alten Oper“ in Frankfurt eine Pantherquadriga (1902). Sie stammt von dem Bildhauer Franz Krüger.
Ernst Rietschels Braunschweiger Quadriga mit Brunonia auf dem Braunschweiger Schloss, ausgeführt von Georg Howaldt, wurde 1863 aufgestellt und bereits 1865 durch einen Brand und dann nach dem Zweiten Weltkrieg abermals zerstört. Seit dem 23. Oktober 2008 steht erneut eine Nachbildung der ursprünglichen Quadriga auf dem Mittelbau des rekonstruierten Braunschweiger Schlosses.
Weitere bekannte Quadriga-Standbilder sind auf dem Wellington Arch in London, dem Arc de Triomphe du Carrousel in Paris, dem Monumento a Vittorio Emanuele II und Palazzo di Giustizia in Rom, dem Soldiers’ and Sailors’ Memorial Arch am Grand Army Plaza in New York City, dem österreichischen Parlament in Wien sowie auf dem Münchner Siegestor (Bavaria lenkt ein Löwengespann).

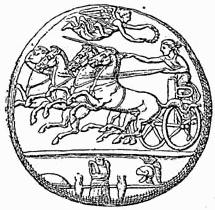
Quadriga mit Siegespreisen – Münze von Syrakus
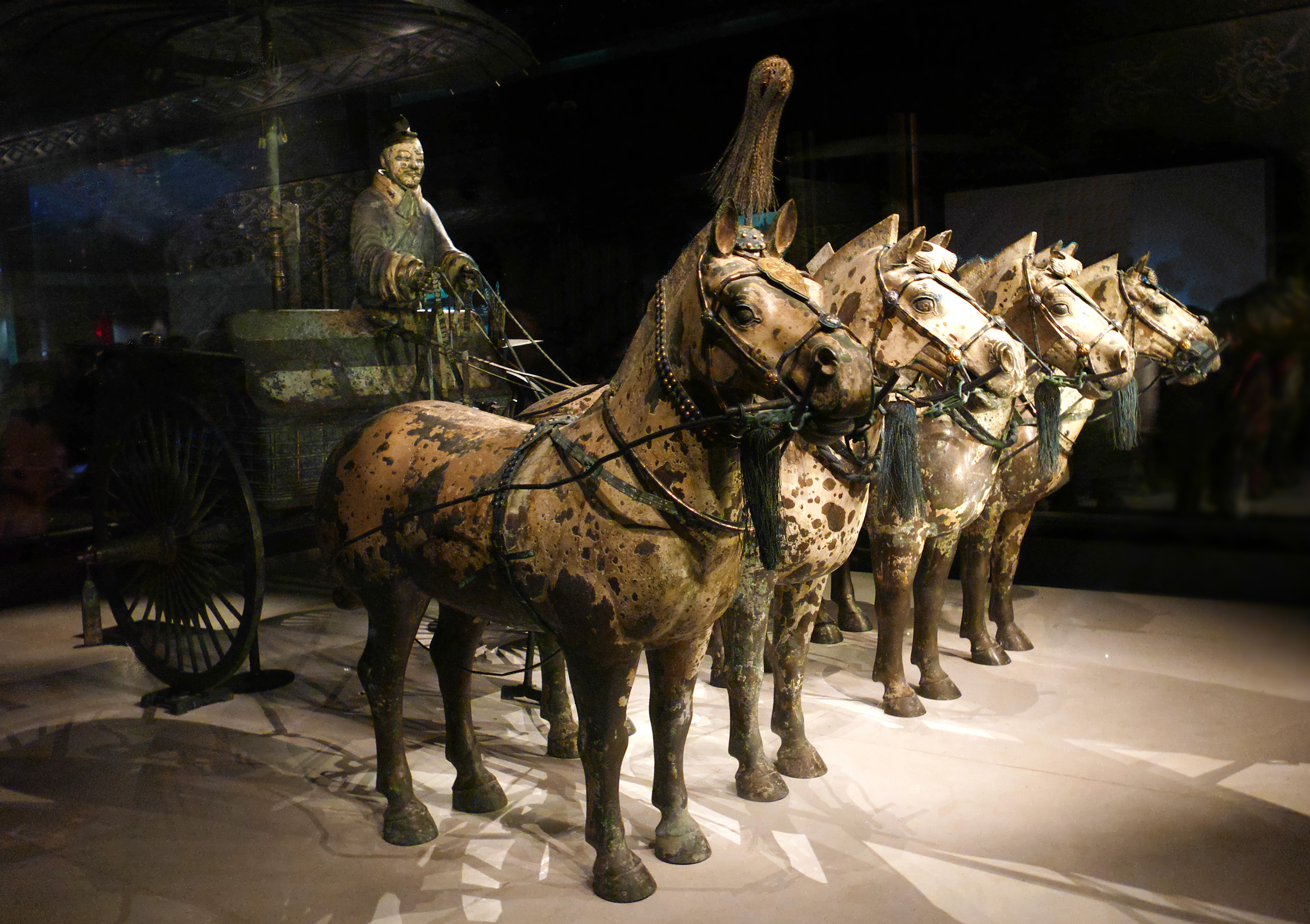
Museum der Grabanlage des Qin Shi Huangdi
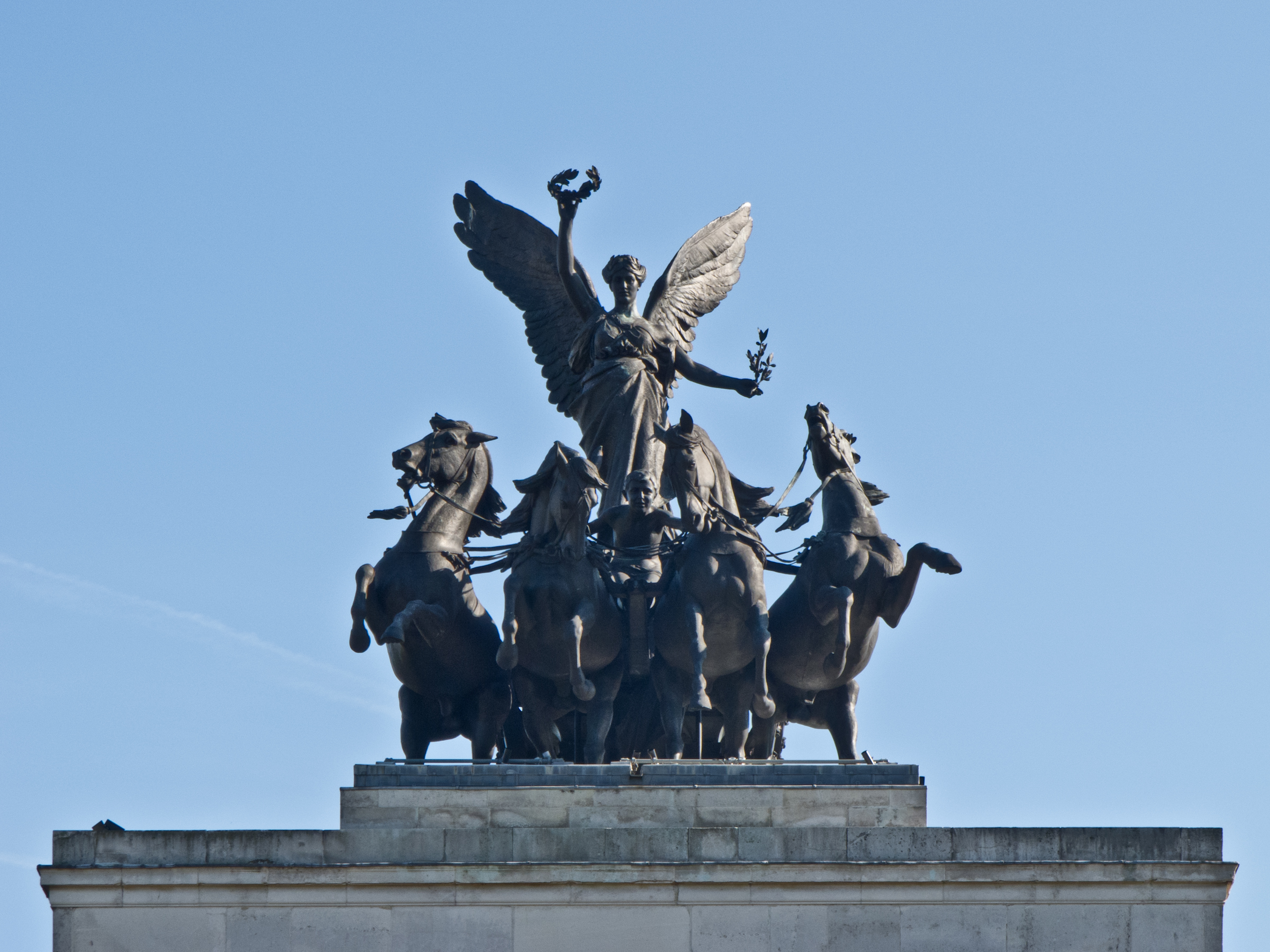
Quadriga auf dem Wellington Arch in London
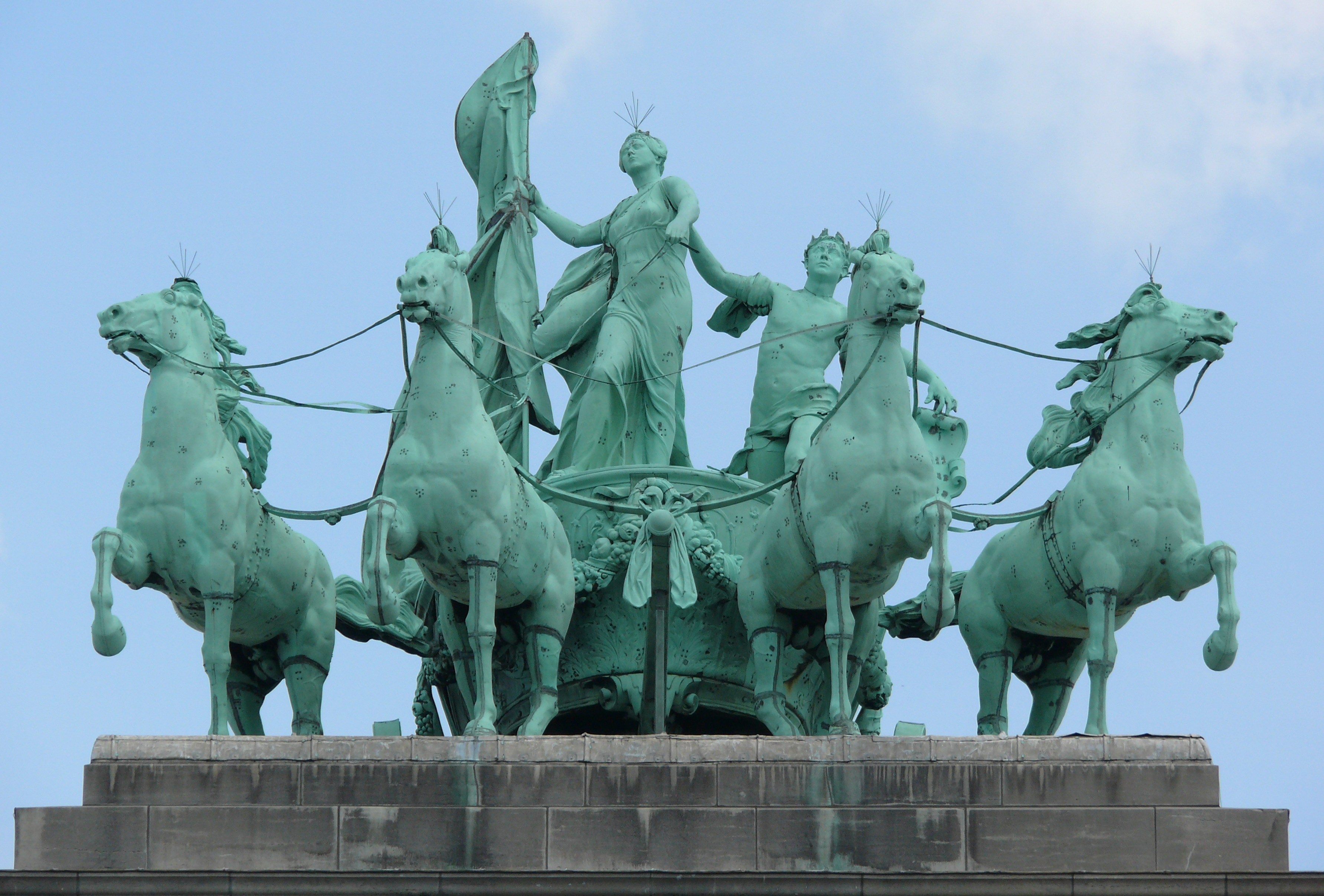
Quadriga of Brabant, Parc du Cinquantenaire, Brüssel
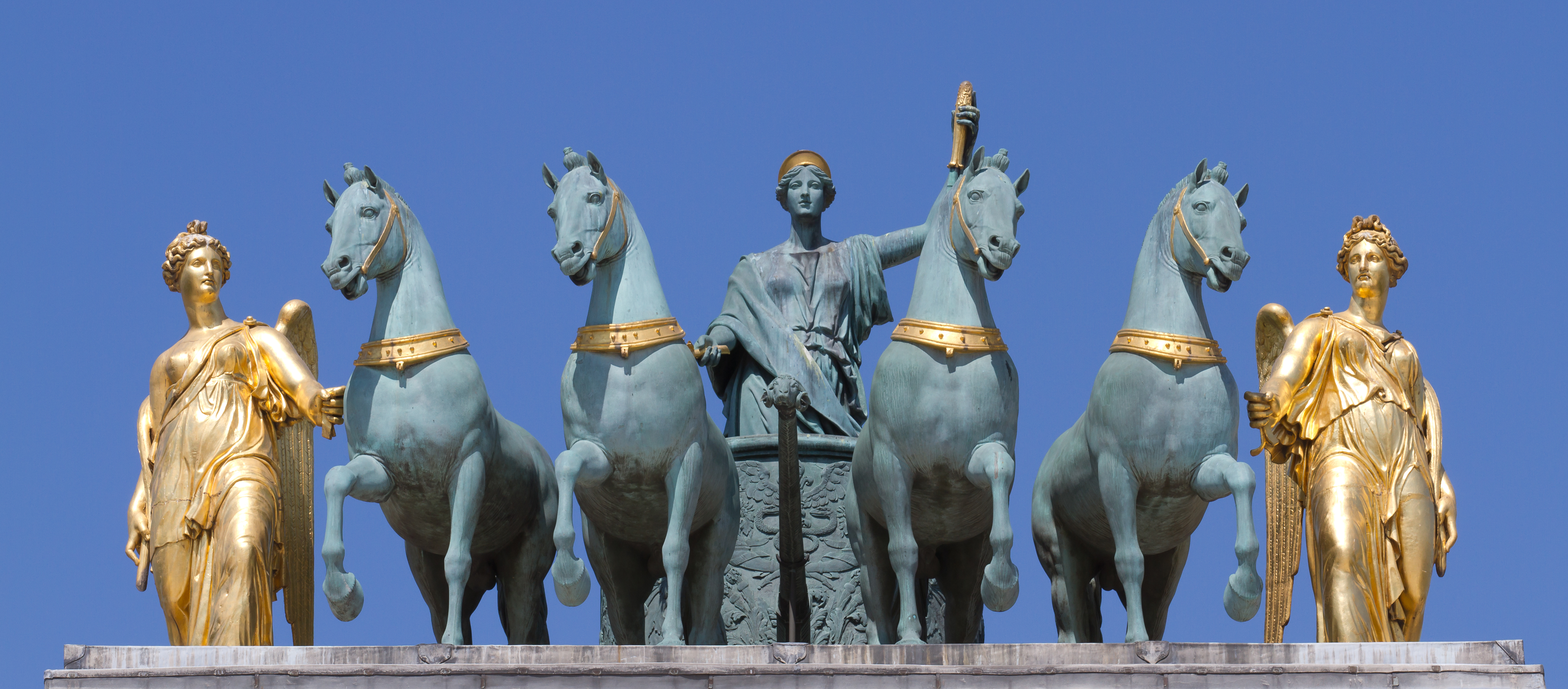
Quadriga, Arc de Triomphe du Carrousel, Paris
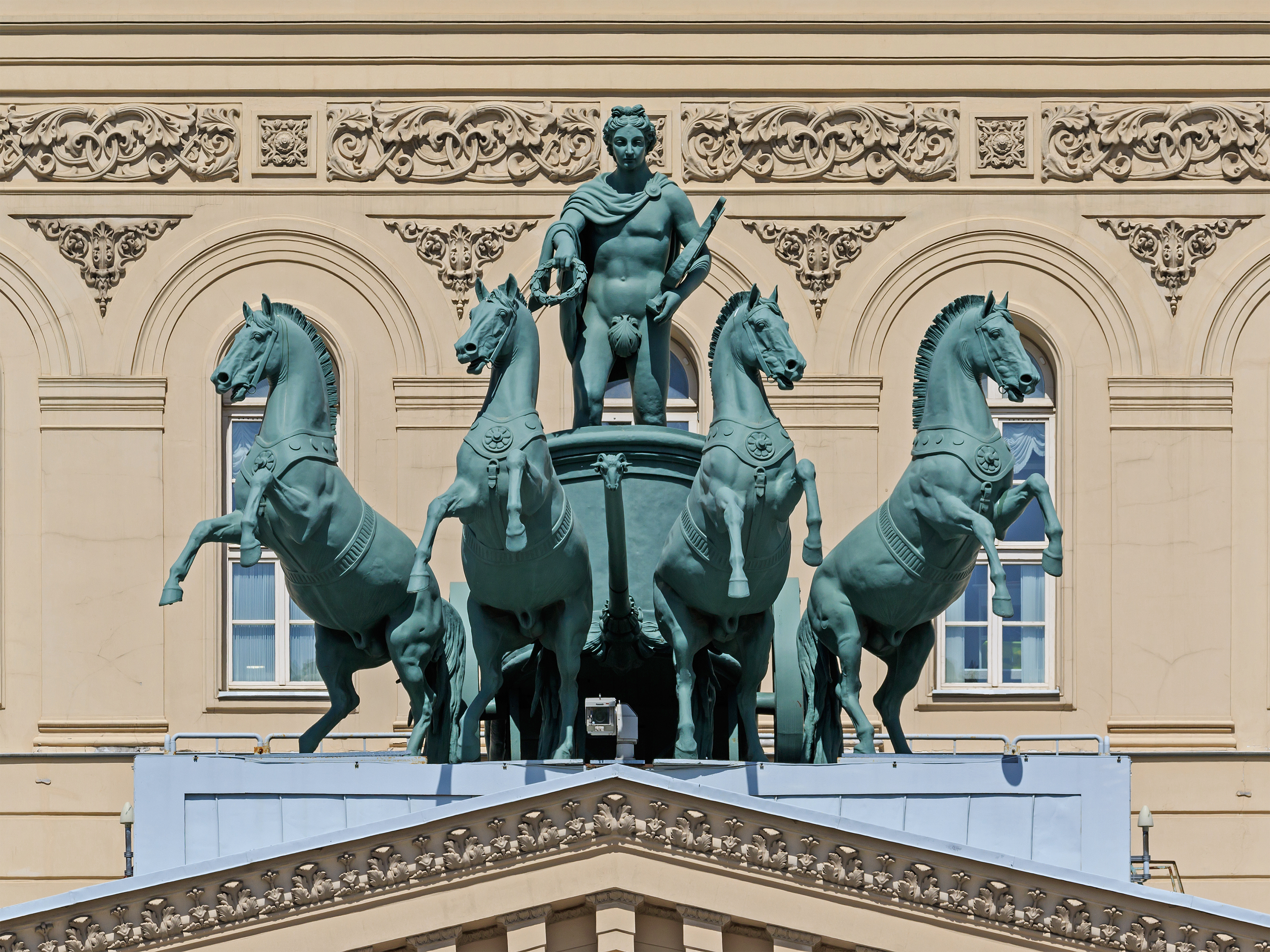
Quadriga-Skulptur von Peter Clodt von Jürgensburg, Bolschoi-Theater in Moskau
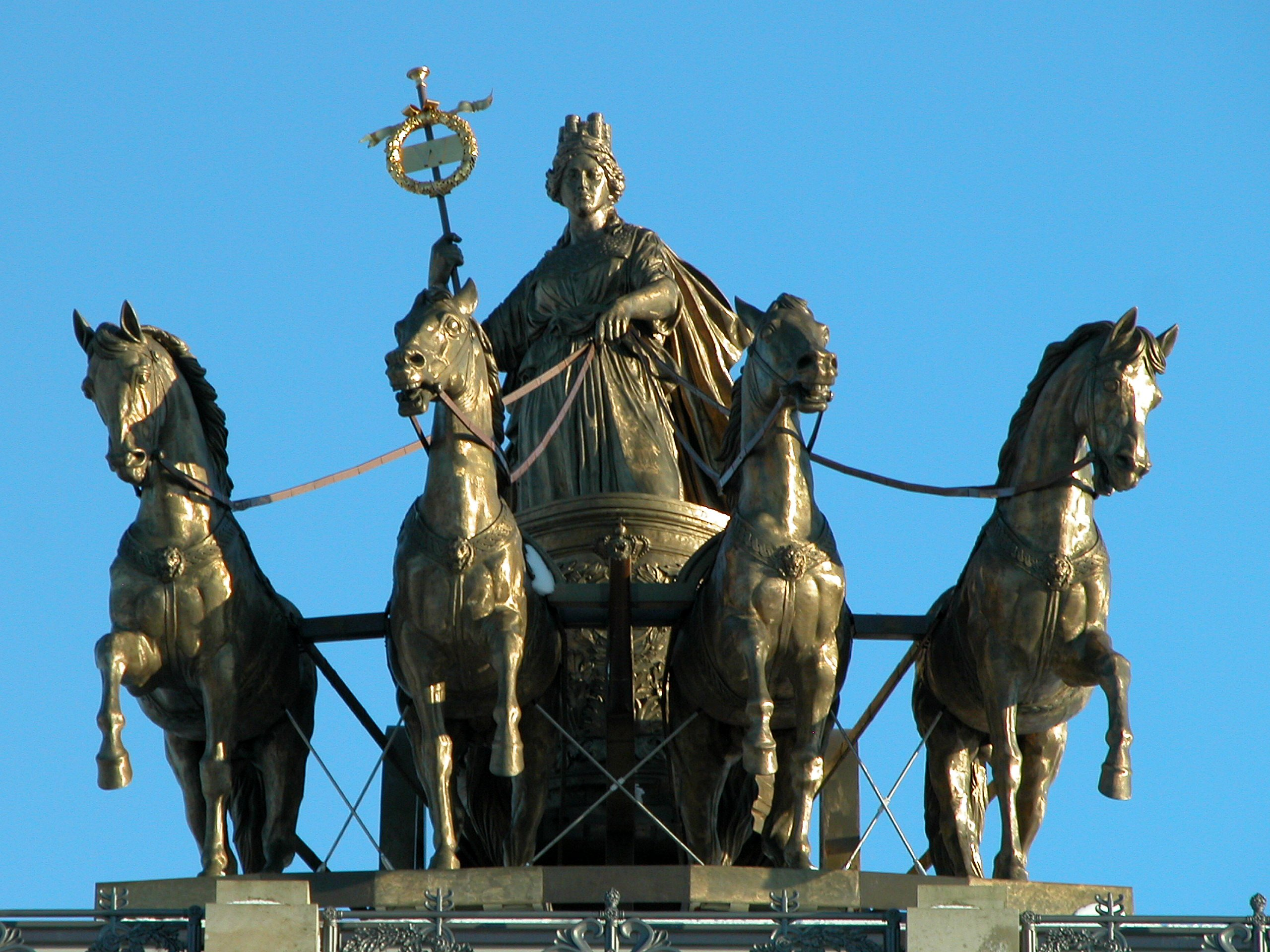
Braunschweiger Quadriga mit Brunonia
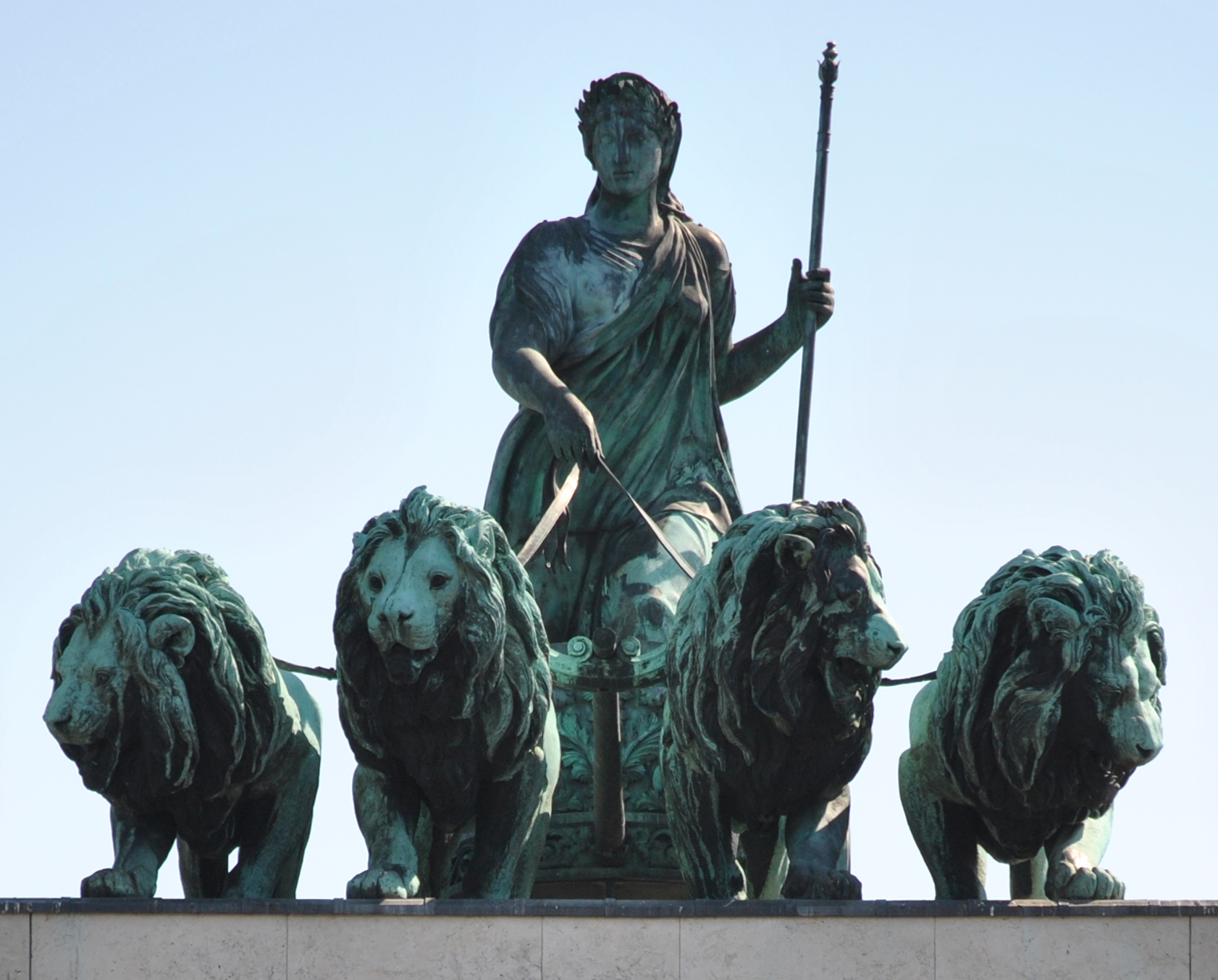
Quadriga mit Löwen auf dem Siegestor in München
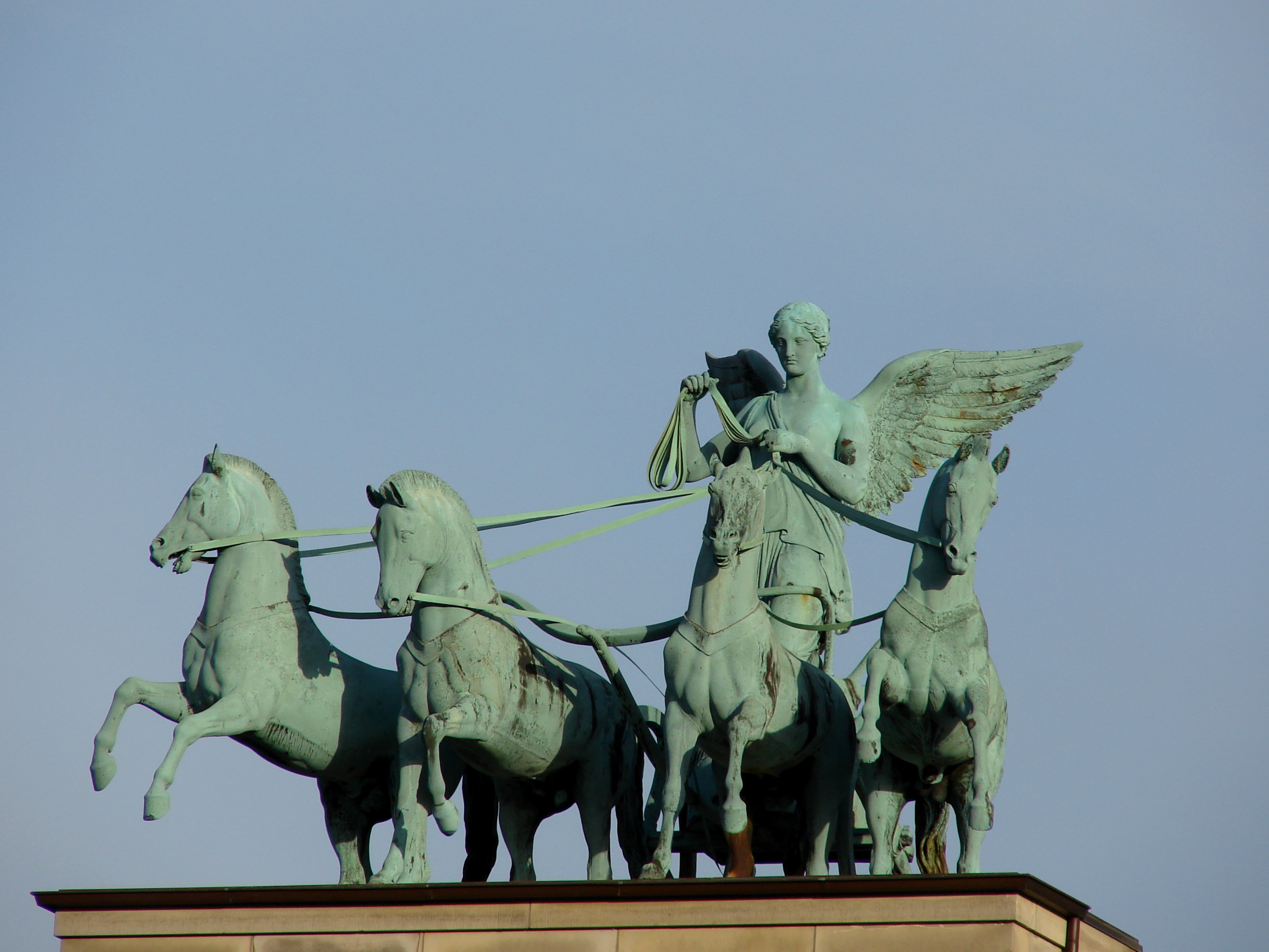
Quadriga am Thorvaldsen-Museum in Kopenhagen
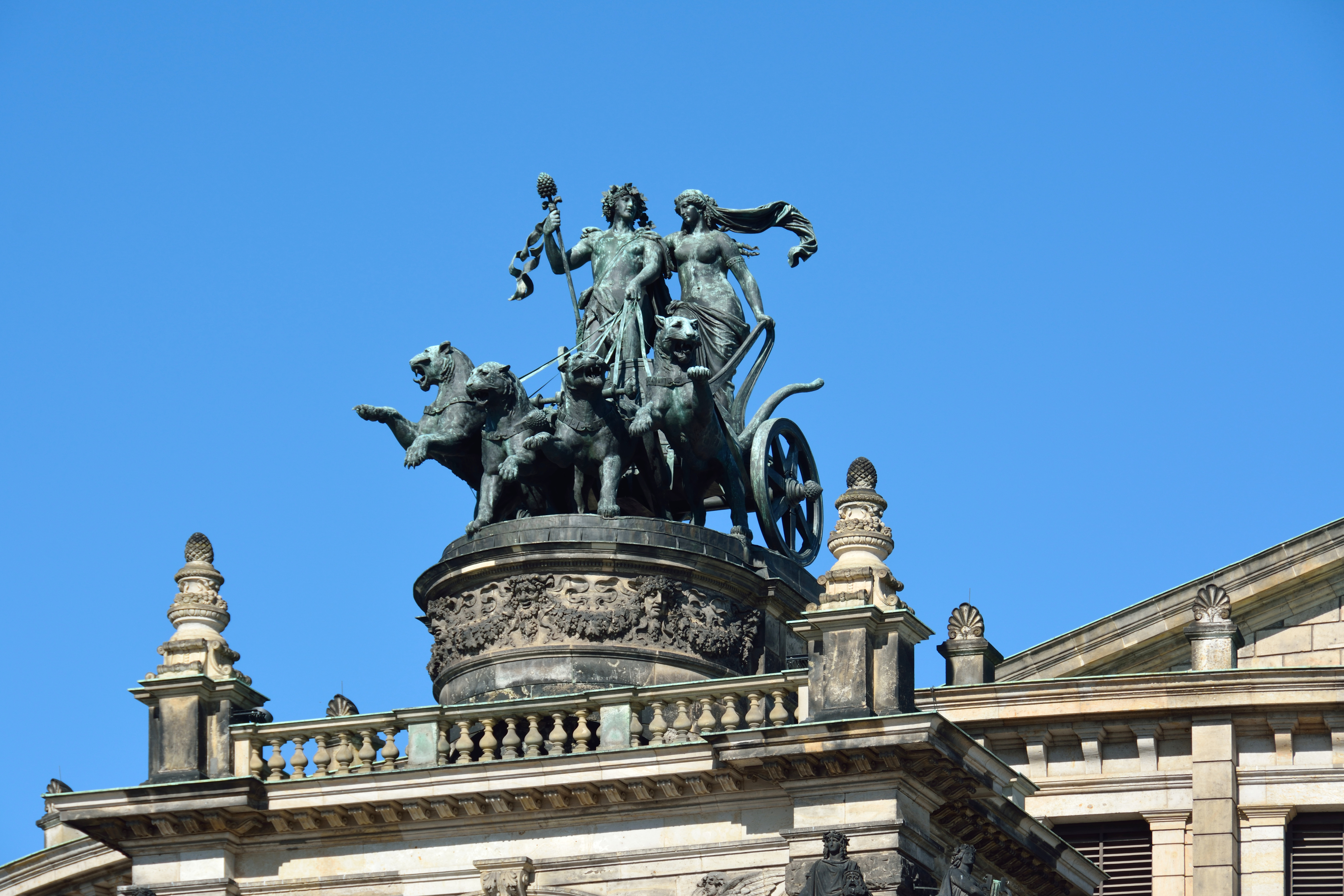
Quadriga an der Semperoper in Dresden
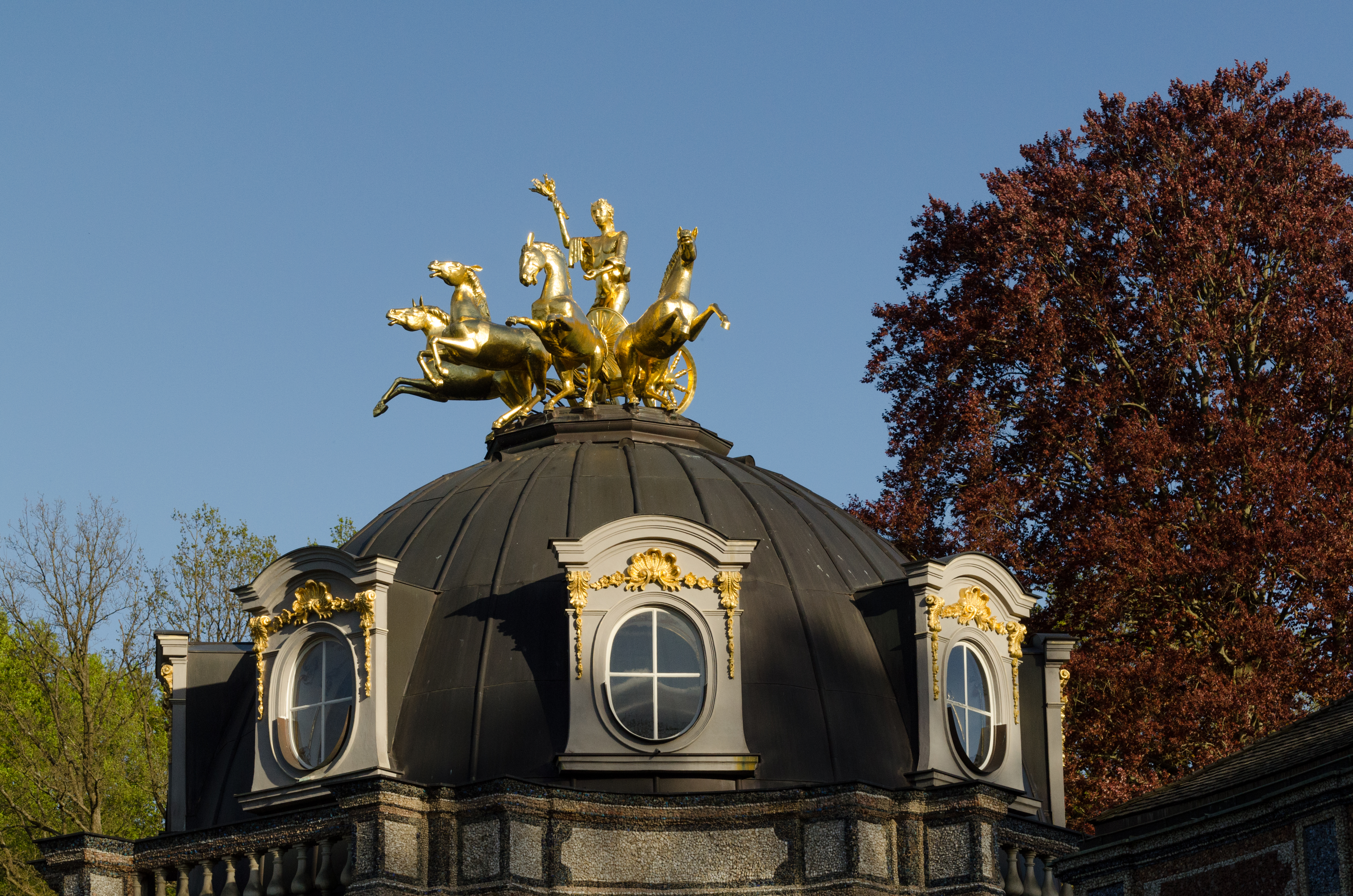
Quadriga mit Apollo auf dem Sonnentempel in der Eremitage in Bayreuth
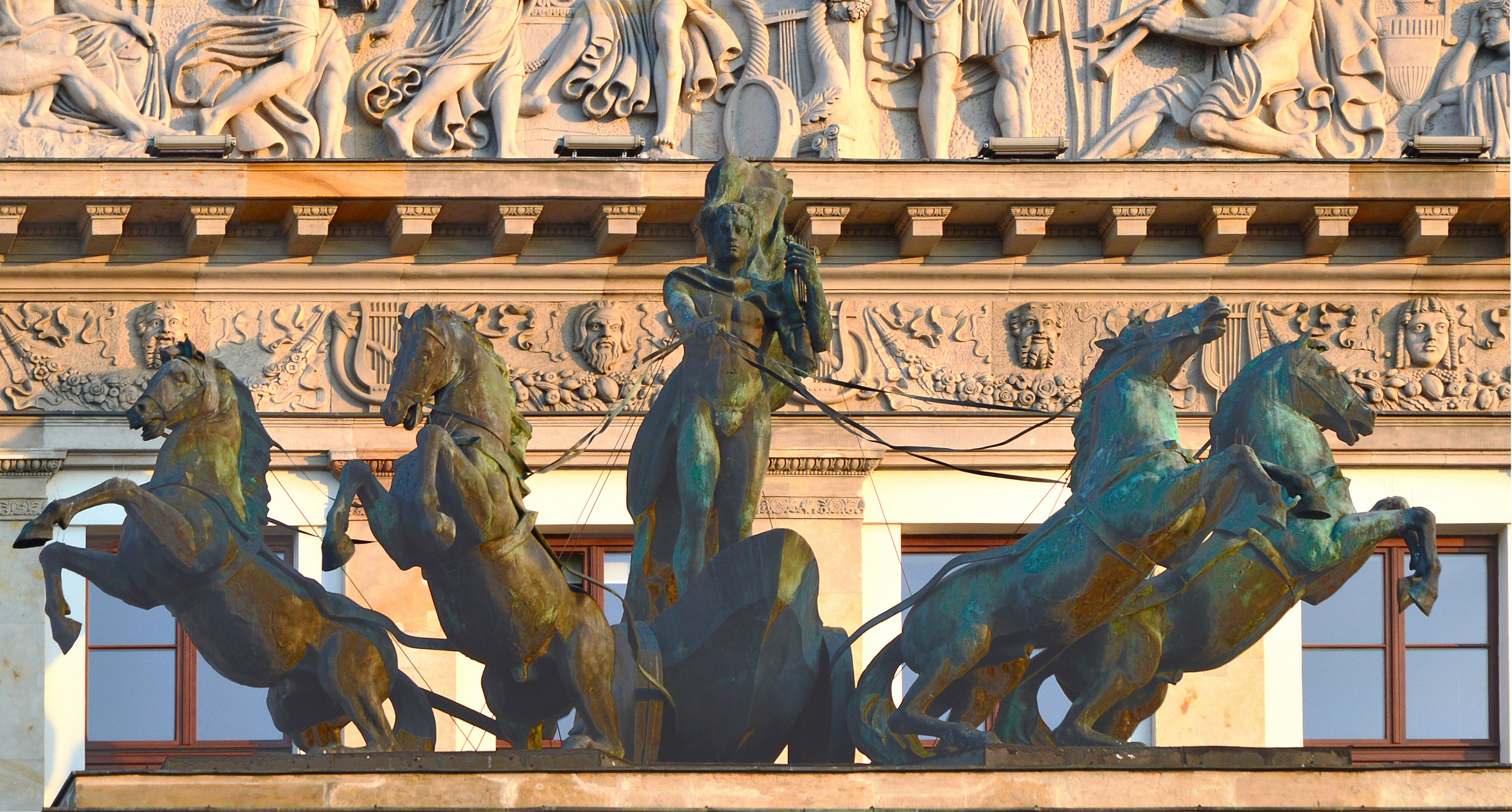
Quadriga auf dem Großen Theater in Warschau
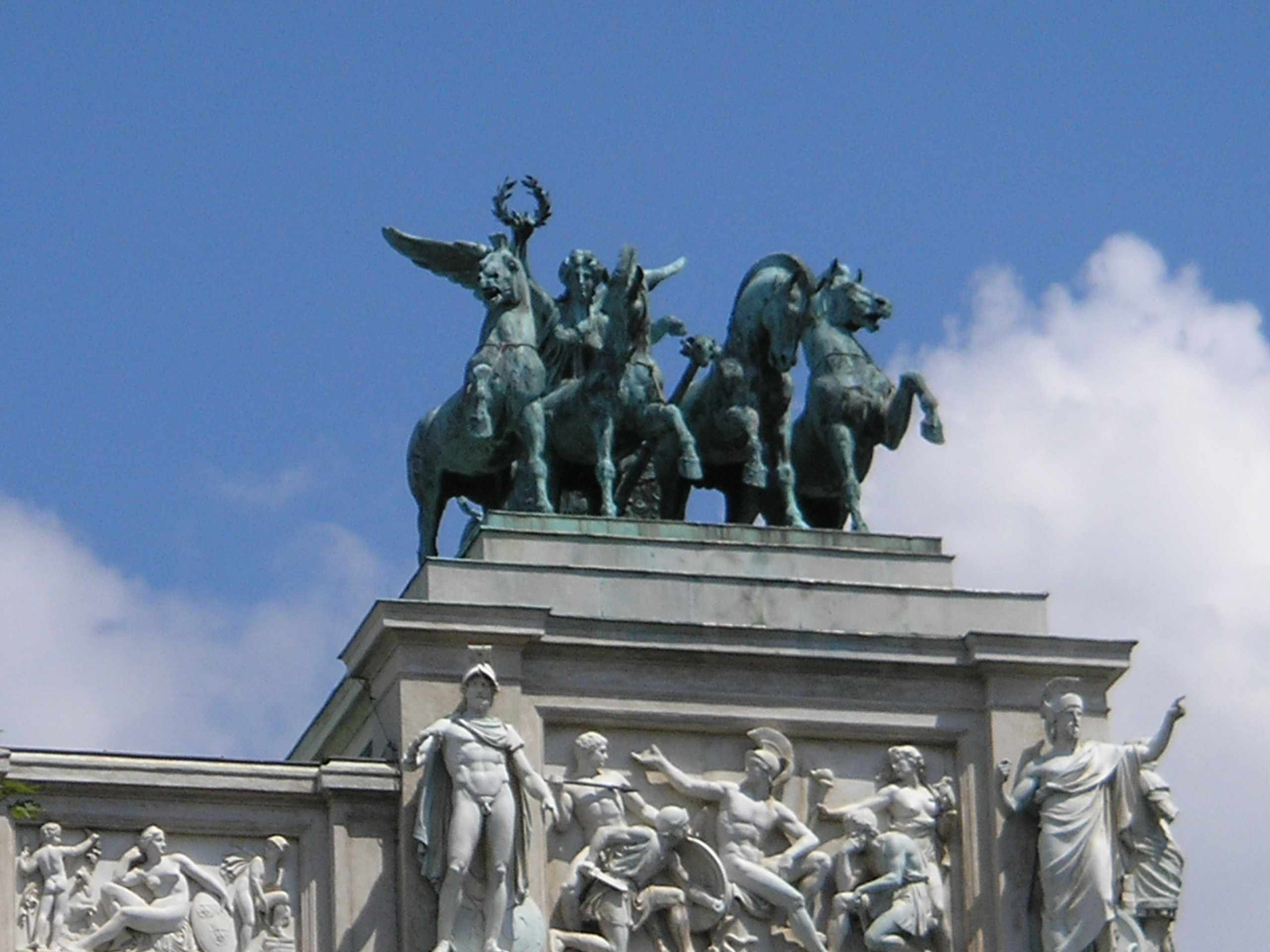
Quadriga auf dem österreichischen Parlament in Wien
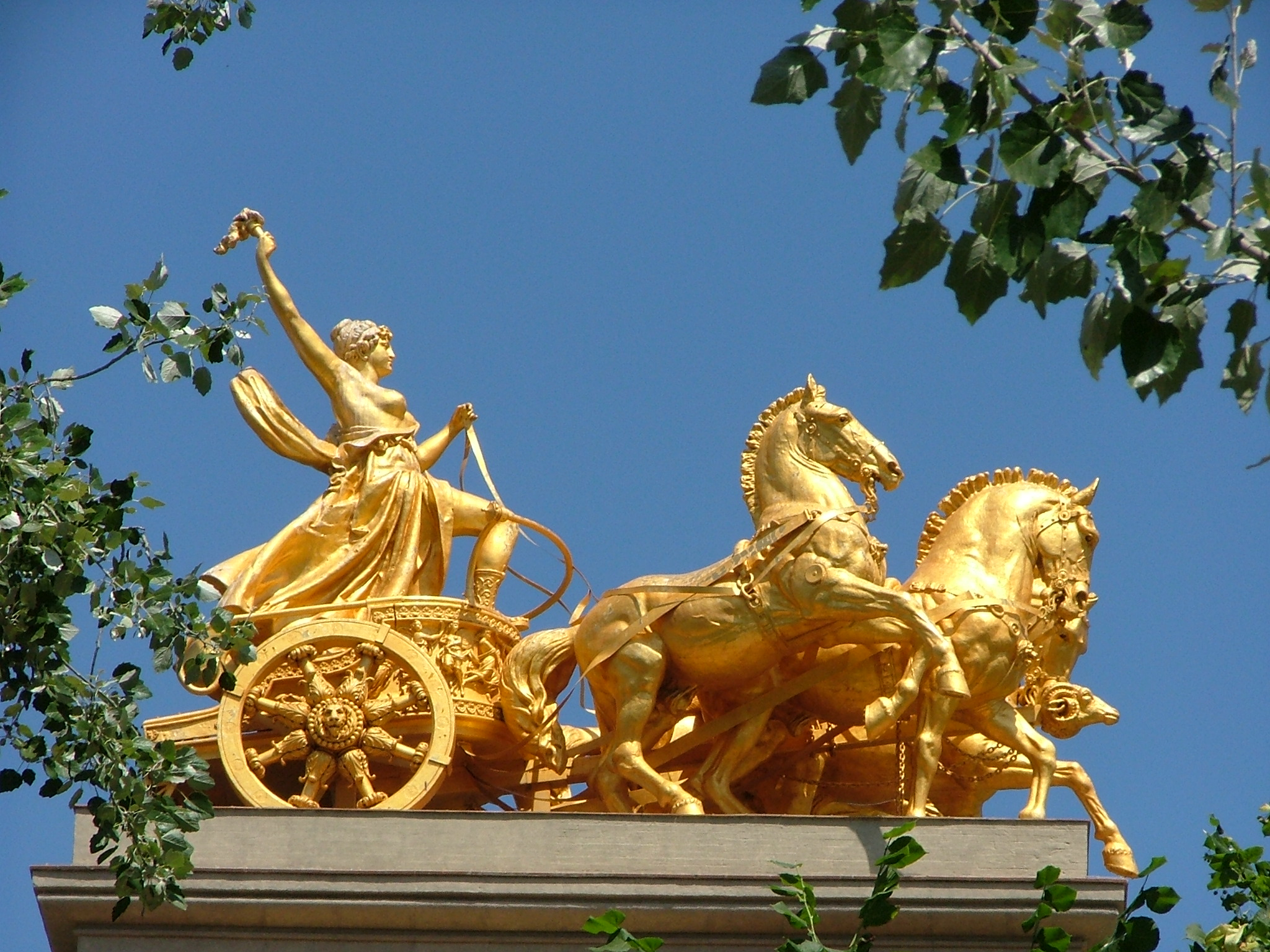
Quadriga im Parc de la Ciutadella in Barcelona
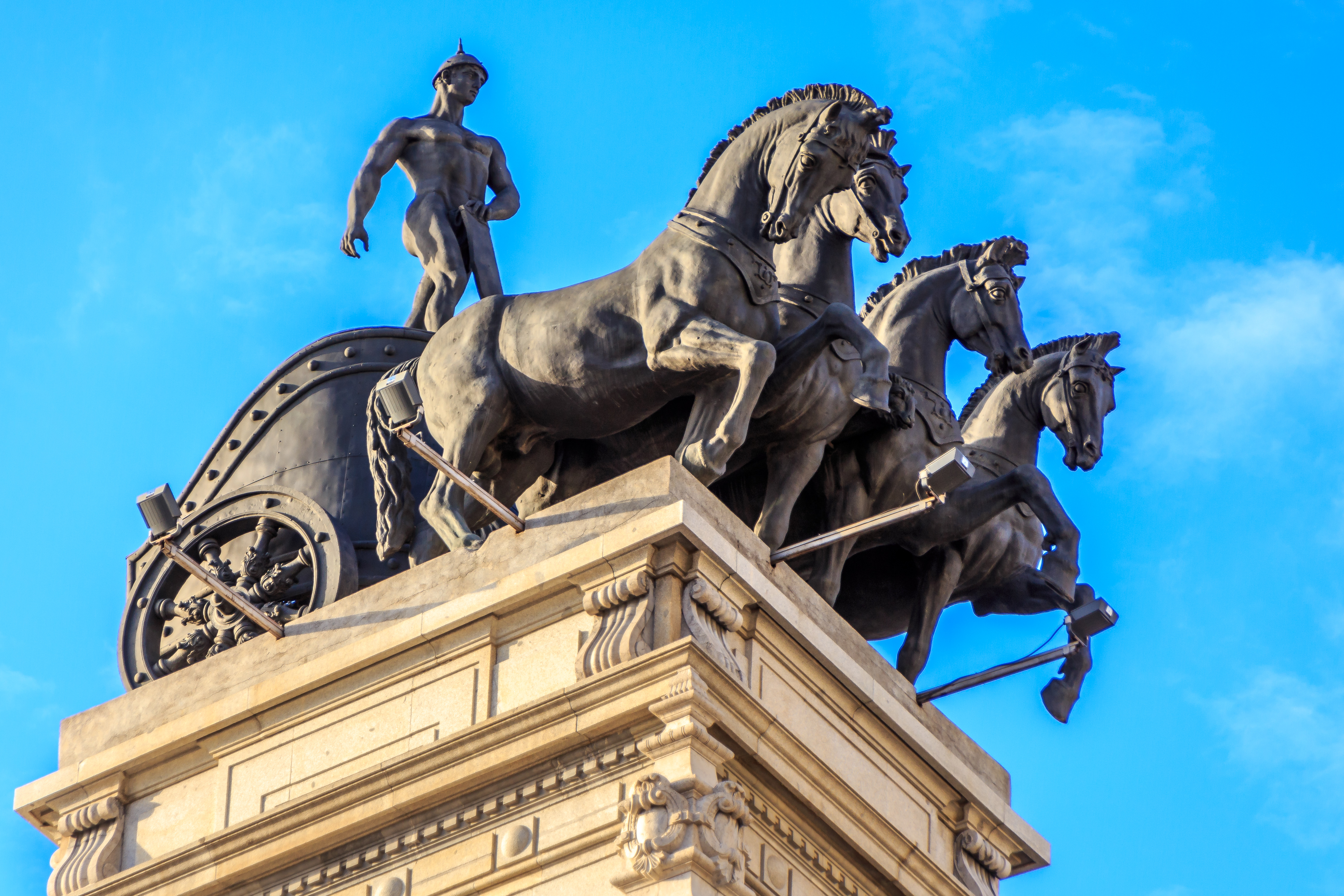
Quadriga auf dem Edificio Banco de Bilbao an der Calle de Alcalá in Madrid
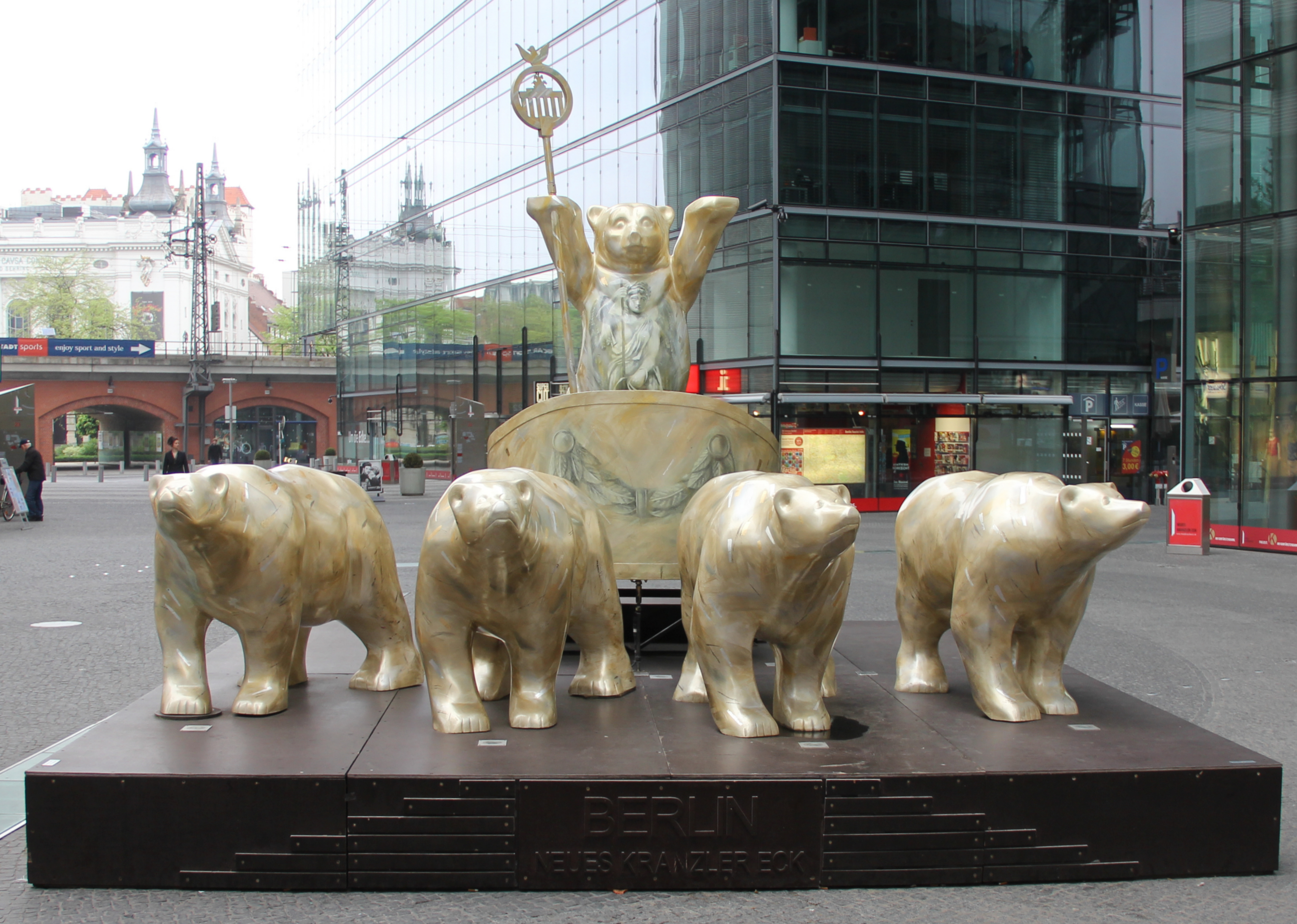
Buddy Bear Quadriga in Berlin, Kurfürstendamm 21